# Sankt Måns kyrka
Sankt Måns kyrka var en katolsk kyrka i sydvästra delen av Lund under medeltiden. 
Kyrkan var helgad åt Magnus, senare kallad Sankt Måns, vilken troligen var den norskättade hertigen Magnus Erlendsson av Orkneyöarna. Han avrättades 1115 på order av sin systerson Håkon Pålsson, som var hertig Magnus medregent i jarlämbetet.
Delar av kyrkogården till Sankt Måns kyrka undersöktes arkeologiskt 1937 och 1975–1976, men själva kyrkan har inte hittats. Den låg någonstans precis innanför Lunds stadsvall i kvarteret Svanelyckans nordvästra del omedelbart söder om Sankt Månsgatans södra ände, där nu Lunds stadspark ligger. 
Första gången som Sankt Måns kyrka omnämns i en skriftlig källa var 1304.
Kyrkan revs efter reformationen i Danmark 1536. När Lund drabbades av böldpest 1712, sägs det att 136 personer begravdes på Sankt Måns kyrkogård och på Sankta Maria magle kyrkas kyrkogård.